# Oklasaari
Oklasaari, nordsamiska: Oglásuálui, är en ö i Finland. Den ligger i sjön Enare träsk och i kommunen Enare i den ekonomiska regionen Norra Lappland och landskapet Lappland, i den norra delen av landet, 1 000 km norr om huvudstaden Helsingfors. Öns area är 44,4 hektar och dess största längd är 1,5 kilometer i sydväst-nordöstlig riktning.